# Pacific Tri Nations 2000
El Pacific Tri Nations de 2000 fue la 18.ª edición del torneo de selecciones de rugby del Pacífico.
Los partidos disputados fueron válidos para el Pacific Rim Championship 2000.

## Equipos participantes
- Selección de rugby de Fiyi (Flying Fijians)
- Selección de rugby de Samoa (Manu Samoa)
- Selección de rugby de Tonga (ʻIkale Tahi)

## Posiciones
| Pos. | Equipo | Encuentros | Encuentros | Encuentros | Encuentros | Tantos  | Tantos    | Tantos     | Puntos Bonus | Puntos Totales |
| Pos. | Equipo | jugados    | ganados    | empatados  | perdidos   | a favor | en contra | diferencia | Puntos Bonus | Puntos Totales |
| ---- | ------ | ---------- | ---------- | ---------- | ---------- | ------- | --------- | ---------- | ------------ | -------------- |
| 1    | Samoa  | 2          | 1          | 0          | 1          | 44      | 33        | + 11       | 2            | 6              |
| 2    | Tonga  | 2          | 1          | 0          | 1          | 38      | 38        | 0          | 1            | 5              |
| 3    | Fiyi   | 2          | 1          | 0          | 1          | 42      | 53        | - 11       | 0            | 4              |

Nota: Se otorgan 4 puntos al equipo que gane un partido y 2 al que empate
Puntos Bonus: 1 punto por convertir 4 tries o más en un partido y 1 al equipo que pierda por no más de 7 tantos de diferencia
|  | Campeón |

## Resultados
| 26 de mayo | Tonga | 22 - 25 | Fiyi |  |  |

| 3 de junio | Samoa | 31 - 17 | Fiyi |  |  |

| 24 de junio | Tonga | 16 - 13 | Samoa |  |  |